# Malajština
Malajština (bahasa Melayu) je jazyk, respektive skupina blízkých malajsko-polynéských jazyků, jihovýchodní Asie. Jde původně o jazyk Malajců a jako rodnou řeč jej užívá přibližně 30 milionů lidí. Jeho různé varianty se ovšem používají jako dorozumívací a úřední jazyk, a to především v Indonésii (Indonéština, bahasa Indonesia), Malajsii (Malajština, bahasa Malaysia), v Bruneji a v Singapuru. Jako druhým jazykem malajsky hovoří až 300 milionů osob. Jako dorozumívací jazyk je v této oblasti malajština používána již zhruba od 15. století.

## Příklady

### Číslovky
| Malajsky | Česky |
| satu     | jeden |
| dua      | dva   |
| tiga     | tři   |
| empat    | čtyři |
| lima     | pět   |
| enam     | šest  |
| tujuh    | sedm  |
| lapan    | osm   |
| sembilan | devět |
| sepuluh  | deset |

## Vzorový text
Otčenáš (modlitba Páně):
Bapa kami yang ada di surga.
Dimuliakanlah namaMu.
Datanglah kerajaanMu.
Jadilah kehendakMu
di atas bumi seperti di dalam surga.
Berilah kami
rezeki pada hari ini,
dan ampunilah kesalahan kami,
seperti kami pun mengampuni
yang bersalah kepada kami.
Dan janganlah masukkan kami ke
dalam pencobaan, tetapi bebaskanlah
kami dari yang jahat. Amin.

### Všeobecná deklarace lidských práv
| malajsky | Semua manusia dilahirkan bebas dan samarata dari segi kemuliaan dan hak-hak. Mereka mempunyai pemikiran dan perasaan hati dan hendaklah bertindak di antara satu sama lain dengan semangat persaudaraan. |
| česky    | Všichni lidé se rodí svobodní a sobě rovní co do důstojnosti a práv. Jsou nadáni rozumem a svědomím a mají spolu jednat v duchu bratrství.                                                               |